# 扎马尔
扎马尔（英語：Dhamar）是也门西南部的一个城市，是扎马尔省的首府。海拔2700米，位于首都萨那以南100公里处。
名称来源于公元15到35年的示巴王國的国王Dhamar Ali Yahber。该地是具有考古学意义的城市，是著名的阿拉伯与伊斯兰文化的中心，以及也门的科学中心，最大的清真寺建于Abi-Bakr Al-Sadeek哈里发时代。